# 古尔王朝
古爾王朝是位于今阿富汗西方的古國，中國史籍稱郭耳國，祖先是波斯人。在12世紀前期開始發展，古爾人購買突厥语族奴隸組成軍隊，他們的社會成了突厥-波斯文化混合體。
在1150年，古爾人領袖向加兹尼進軍，加兹尼淪陷，加兹尼國王逃亡印度旁遮普。古爾人佔有全阿富汗，其後向印度進軍。在1175年佔領木爾坦，1182年佔領信德，1186年征服拉合爾，把加兹尼王朝末代國王押往菲羅茲庫爾。古爾蘇丹的兄弟穆爾茲·阿爾丁在1192年於德賴平原與拉其普特人作戰，拉其普特人大敗，随后古尔王朝继续沿着恒河而下，占领了恒河平原大半。由於阿富汗西方什葉派起事，穆爾茲·阿爾丁被迫回軍，同時任命他的突厥语族官員古德卜為總督，這些欽察奴隸其中一位名為伊勒杜迷失，后来在印度自立开创了德里蘇丹國，古爾王國後因佔有赫拉特，是花剌子模王朝的天然敵人，因此後來在1215年被花剌子模帝国的沙阿阿拉乌丁·摩诃末所滅。

## 資料來源
- 《阿富汗史》
- 《巴基斯坦史》
- Satish Chandra, History of Medieval India, ISBN 9788125032267